# Los 21 días de un neurasténico
Les Vingt et un jours d'un neurasthénique (Los veintiún días de un neurasténico) es una novela del escritor francés Octave Mirbeau, publicada en agosto de 1901. 

## Argumento
Les Vingt et un jours d'un neurasthénique no es una novela conforme al modelo del siglo XIX, sino un collage de unos cincuenta cuentos crueles, publicados independientemente en la prensa durante los últimos quince años, concebidos sin relaciones entre ellos, y que tienen tonalidades diferentes (ver la edición crítica de la novela por Pierre Michel, in Œuvre romanesque de Mirbeau, Buchet/Chastel, vol. III, 2001). 
Así Mirbeau contribuye a renovar el género novelesco tradicional : renuncia a una composición de tipo finalista y transgrede los códigos de la verosimilitud y de la credibilidad novelesca. Como El Jardín de los suplicios, Les Vingt et un jours d'un neurasthénique es una verdadera “monstruosidad” literaria.

## Una sociedad loca

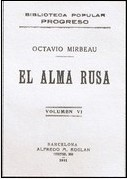
"El alma rusa". 1921.

La sociedad francesa de la Tercera República está desmitificada : aparece como moribunda y completamente loca. Lo absurdo y las barbaridades muy diversas se encuentran por todas partes y en todas las clases sociales, y lo que se llama mentirosamente y hipócritamente « el orden social » está desenmascarado : en realidad, es un caos, donde reinan la miseria y el crimen, la corrupción y la prostitución, la injusticia y la violencia. 

## Traducciones

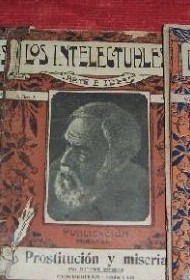
Los Intelectuales, n° Mirbeau, Buenos Aires, 1922.

Hasta 2017, Les Vingt et un jours d'un neurasthénique no ha sido traducido totalmente en castellano. Sin embargo unos capítulos independientes fueron traducidos y recogidos en El alma rusa (Barcelona, Alfredo M. Roglan, colección Biblioteca popular Progreso, 1921) y en Prostitución y miseria (en la revista Los Intelectuales, Buenos Aires, n° 21, junio de 1922). Allí se encuentran « Prostitución y miseria », « La cartera », « El rebaño » y « Escrúpulos ».
En el año 2017, acaba de salir la primera traducción completa : Los 21 días de un neurasténico, Madrid, Libros de Itaca. Traducción de Javier Serrano.